# 杨宣武
杨宣武（1914年—2009年11月25日），男，陕西延川人，中华人民共和国政治人物，曾任山东省高级人民法院院长，山东省人民委员会副省长，中共济南市委书记，上海市政协副主席。